# تیم ملی فوتسال گرجستان
تیم ملی فوتسال گرجستان به‌دست فدراسیون فوتبال گرجستان ، نهاد حاکم فوتسال در گرجستان سرپرستی می شود و این کشور را در هماوردی‌های فرامرزی فوتسال مانند جام جهانی و مسابقات قهرمانی اروپا نمایندگی می کند.